# Pipa aspera
Pipa aspera é uma espécie de anfíbio da família Pipidae.
Pode ser encontrada nos seguintes países: Guiana Francesa, Suriname e possivelmente no Brasil.
Os seus habitats naturais são: florestas subtropicais ou tropicais húmidas de baixa altitude, rios, marismas de água doce e marismas intermitentes de água doce.